# Pinya colada
La pinya colada (en castellà i internacionalment piña colada) és una beguda alcohòlica dolça que es prepara amb rom, crema de coco i suc de pinya. S'acompanya habitualment amb una rodanxa de pinya. És originària de Puerto Rico.

## Història
La història més antiga, pren lloc en el segle xix i més concretament a la dècada dels anys 20 d'aquest segle quan es troba el seu autor, el pirata porto-riqueny Roberto Cofresí y Ramírez de Arellano, el qual utilitzava per inspirar moral i valor a la seva tripulació un curiós beuratge que contenia coco, pinya i rom blanc. Aquesta barreja va ser la recepta del que posteriorment seria el famós còctel conegut com a «pinya colada». Després de la seva mort executat el 1825, la recepta es va perdre.

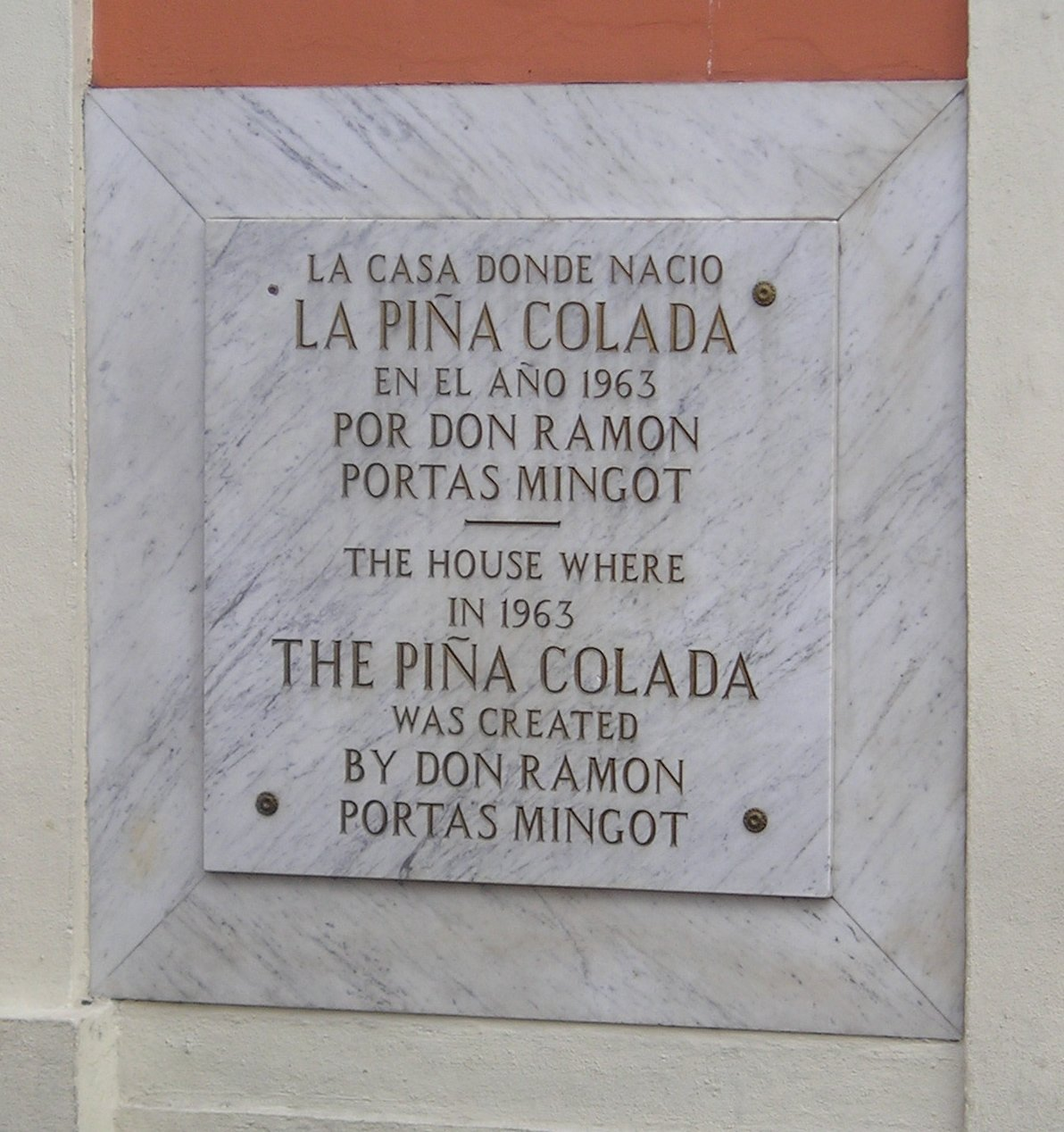
Placa a San Juan (Puerto Rico) commemorant la creació de la beguda per Ramon Portas Mingot

L'última cita descriu una beguda sense coco, ja que la pinya colada originàriament només consistia en suc de pinya fresc servit colat o sense colar. Posteriorment, va evolucionar cap a una beguda amb rom, per acabar convertint-se en la beguda que coneixem avui en dia.

«Barrachina», un restaurant de Puerto Rico que també pretén adjudicar-se ser el bressol de la pinya colada, conta la següent història:
| « | El 1963, durant un viatge per Amèrica del Sud, el Sr. Barrachina es va trobar amb un altre conegut bàrman, Mr. Ramon Portas Mingot. Ramon havia treballat amb els millors llocs de Buenos Aires i es va associar amb el «Papillon», el bar més luxós de Carcao i va ser reconegut també pels seus llibres de receptes. Pepe Barrachina i el senyor Ramon van travar una gran amistat. Mentre treballava com el principal bàrman al «Barrachina» (un restaurant de Puerto Rico), Ramon va mesclar suc de pinya, crema de coco, llet condensada i gel en una batedora, creant una beguda deliciosa i refrescant, la avui coneguda com pinya colada. | » |

La referència més antiga a una beguda anomenada pinya colada que contenia rom, crema de coco i suc de pinya, va aparèixer a una edició del 16 d'abril de 1950 del New York Times:
| « | Les begudes a l'Índies Occidentals van des del famós ponx de rom de Martinica fins a la pinya colada de Cuba (rom, pinya i llet de coco). | » |

Una altra referència més antiga encara que es coneix d'una beguda anomenada específicament pinya colada, va aparèixer a la revista TRAVEL el desembre de 1922: 
| « | Però la millor de totes és una pinya colada, el suc d'una pinya tota madura -- una beguda deliciosa per si mateixa -- agitada vigorosament amb gel, sucre, llima i rom Bacardí en proporcions adequades. | » |

Ricardo Gracia, nascut a Barcelona i empleat del Hilton, al·lega que ell va crear la pinya colada el 1954 sota fortes circumstàncies. Rumors diuen que quan Gracia treballava al Carib Hilton a San Juan, Puerto Rico, els «talla cocos» van decidir anar-se'n de vaga. Fins aquest moment la beguda porto-riquenya de preferència havia estat «Coco-Loco», una barreja de llet de coco, rom i crema de coco servida dintre d'un coco fresc tallat. Quan els productes de coco van ser aguantats per la vaga, Ricardo Gracia va decidir relocalitzar els ingredients de Coco-Loco a pinyes buides (evidentment els qui tallaven les pinyes no van decidir anar-se'n de vaga). Una vegada el gust del coco i del rom van tenir contacte amb la dolça polpa de la pinya, va néixer la «Pinya colada».

## Popularitat
Aquest còctel ja era famós el 1978 a Puerto Rico, on era la beguda oficial. Tanmateix, la seva fama internacional prové de la cançó de Rupert Holmes "Escape", més coneguda per "The Piña Colada Song", del 1979.
Avui en dia és un dels còctels més famosos arreu del món.